# (1763) Williams
(1763) Williams ist ein Hauptgürtelasteroid. Er wurde am 13. Oktober 1953 am Goethe-Link-Observatorium bei Brooklyn (Indiana) im Rahmen des Indiana Asteroid Programs der Indiana University entdeckt.
Der Asteroid wurde nach Kenneth P. Williams, einem britischen Mathematiker und Autor, benannt.